# لباس غواصی و پروانه
لباس غواصی و پروانه (به فرانسوی: Le Scaphandre et le Papillon) نام کتاب خاطراتی است که توسط روزنامه‌نگار فرانسوی ژان دومینیک بوبی نوشته شده‌است.
ژاک دومینیک بائوبی قبل از اینکه دچار عارضه حمله مغزی و معلولیت جسمی بشود، از سردبیران مجله ال بود. وی که دچار فلج جسمی شده بود، از لحاظ مغزی کاملاً سالم بود اما بجز پلک چشم چپش، اختیار تمامی اعضلات بدنش را از دست داده بود. از این روی تنها راه ارتباطی‌اش با دیگران از طریق پلک‌زدن بود. وی به این وسیله و با کمک پرستاران و اطرافیانش کتابی از زندگی خود را نوشت. وی ۱۰ روز پس از چاپ کتابش، به علت ابتلا به ذات الریه درگذشت.
بر پایه داستان این کتاب، فیلمی فرانسوی با همین نام در سال ۲۰۰۷ توسط جولیان اشنابل ساخته شد.